# Strymon fulvofenestrata
Strymon fulvofenestrata är en fjärilsart som beskrevs av Johann Heinrich Fixsen. Strymon fulvofenestrata ingår i släktet Strymon och familjen juvelvingar. Inga underarter finns listade i Catalogue of Life.